# Sampson (Wisconsin)
Sampson es un pueblo ubicado en el condado de Chippewa en el estado estadounidense de Wisconsin. En el Censo de 2010 tenía una población de 892 habitantes y una densidad poblacional de 5,06 personas por km².

## Geografía
Sampson se encuentra ubicado en las coordenadas 45°14′48″N 91°25′17″O / 45.24667, -91.42139. Según la Oficina del Censo de los Estados Unidos, Sampson tiene una superficie total de 176.46 km², de la cual 161.6 km² corresponden a tierra firme y (8.42%) 14.86 km² es agua.

## Demografía
Según el censo de 2010, había 892 personas residiendo en Sampson. La densidad de población era de 5,06 hab./km². De los 892 habitantes, Sampson estaba compuesto por el 98.77% blancos, el 0.11% eran afroamericanos, el 0% eran amerindios, el 0.34% eran asiáticos, el 0% eran isleños del Pacífico, el 0% eran de otras razas y el 0.78% pertenecían a dos o más razas. Del total de la población el 0.34% eran hispanos o latinos de cualquier raza.